# كأس ويلز 1878–79
كأس ويلز 1878–79 (بالإنجليزية: 1878–79 Welsh Cup)‏ هو موسم من كأس ويلز. فاز فيه نادي نيوتاون.